# Altica madurensis
Altica madurensis là một loài bọ cánh cứng trong họ Chrysomelidae. Loài này được Kannan & Anand miêu tả khoa học năm 1992.